# Philippe de Chauveron
Philippe de Chauveron (ur. 15 listopada 1965 w Paryżu) – francuski reżyser i scenarzysta filmowy, specjalizujący się w kinie rozrywkowym. Najbardziej znany jako autor popularnej komedii Za jakie grzechy, dobry Boże? (2014) oraz jej dwóch kontynuacji.

## Filmografia
- 1999: Pasożyty (Les parasites)
- 2005: Żona mojego partnera (L'amour aux trousses)
- 2011: Uczeń Ducobu (L'élève Ducobu)
- 2012: Wakacje z belframi (Les vacances de Ducobu)
- 2014: Za jakie grzechy, dobry Boże? (Qu'est-ce qu'on a fait au Bon Dieu ?)
- 2016: Przymusowe lądowanie (Débarquement immédiat !)
- 2017: Czym chata bogata! (À bras ouverts)
- 2019: I znowu zgrzeszyliśmy, dobry Boże! (Qu'est-ce qu'on a encore fait au Bon Dieu ?)
- 2021: A oni dalej grzeszą, dobry Boże! (Qu'est-ce qu'on a tous fait au Bon Dieu ?)